# Hinx (Landes)
Pour les articles homonymes, voir Hinx.
Hinx [ɛ̃ks] est une commune française située dans le département des Landes en région Nouvelle-Aquitaine.
Ses habitants sont appelés les Hinxois.

## Géographie

### Localisation
Commune située dans la Chalosse sur l'Adour.

### Communes limitrophes
Les communes limitrophes sont  Candresse, Gamarde-les-Bains, Goos, Poyartin, Sort-en-Chalosse et Téthieu.
| Téthieu   | Goos             |                   |
| Candresse | Hinx             | Gamarde-les-Bains |
|           | Sort-en-Chalosse | Poyartin          |

### Climat
Pour des articles plus généraux, voir Climat de la Nouvelle-Aquitaine et Climat des Landes.
Historiquement, la commune est exposée à un climat océanique aquitain.  
En 2020, Météo-France publie une typologie des climats de la France métropolitaine dans laquelle la commune est exposée à un climat océanique et est dans une zone de transition entre les régions climatiques « Littoral charentais et aquitain » et « Aquitaine, Gascogne »0.
Pour la période 1971-2000, la température annuelle moyenne est de 13,5 °C, avec une amplitude thermique annuelle de 14,1 °C. Le cumul annuel moyen de précipitations est de 1 228 mm, avec 12,4 jours de précipitations en janvier et 7,7 jours en juillet. Pour la période 1991-2020, la température moyenne annuelle observée sur la station météorologique la plus proche, située sur la commune de Dax à 10 km à vol d'oiseau, est de 14,5 °C et le cumul annuel moyen de précipitations est de 1 155,2 mm,. Pour l'avenir, les paramètres climatiques de la commune estimés pour 2050 selon différents scénarios d’émission de gaz à effet de serre sont consultables sur un site dédié publié par Météo-France en novembre 2022.

## Urbanisme

### Typologie
Au 1er janvier 2024, Hinx est catégorisée bourg rural, selon la nouvelle grille communale de densité à sept niveaux définie par l'Insee en 2022.
Elle appartient à l'unité urbaine de Dax, une agglomération intra-départementale regroupant treize  communes, dont elle est une commune de la banlieue,,. Par ailleurs la commune fait partie de l'aire d'attraction de Dax, dont elle est une commune de la couronne,. Cette aire, qui regroupe 60 communes, est catégorisée dans les aires de 50 000 à moins de 200 000 habitants,.

### Occupation des sols

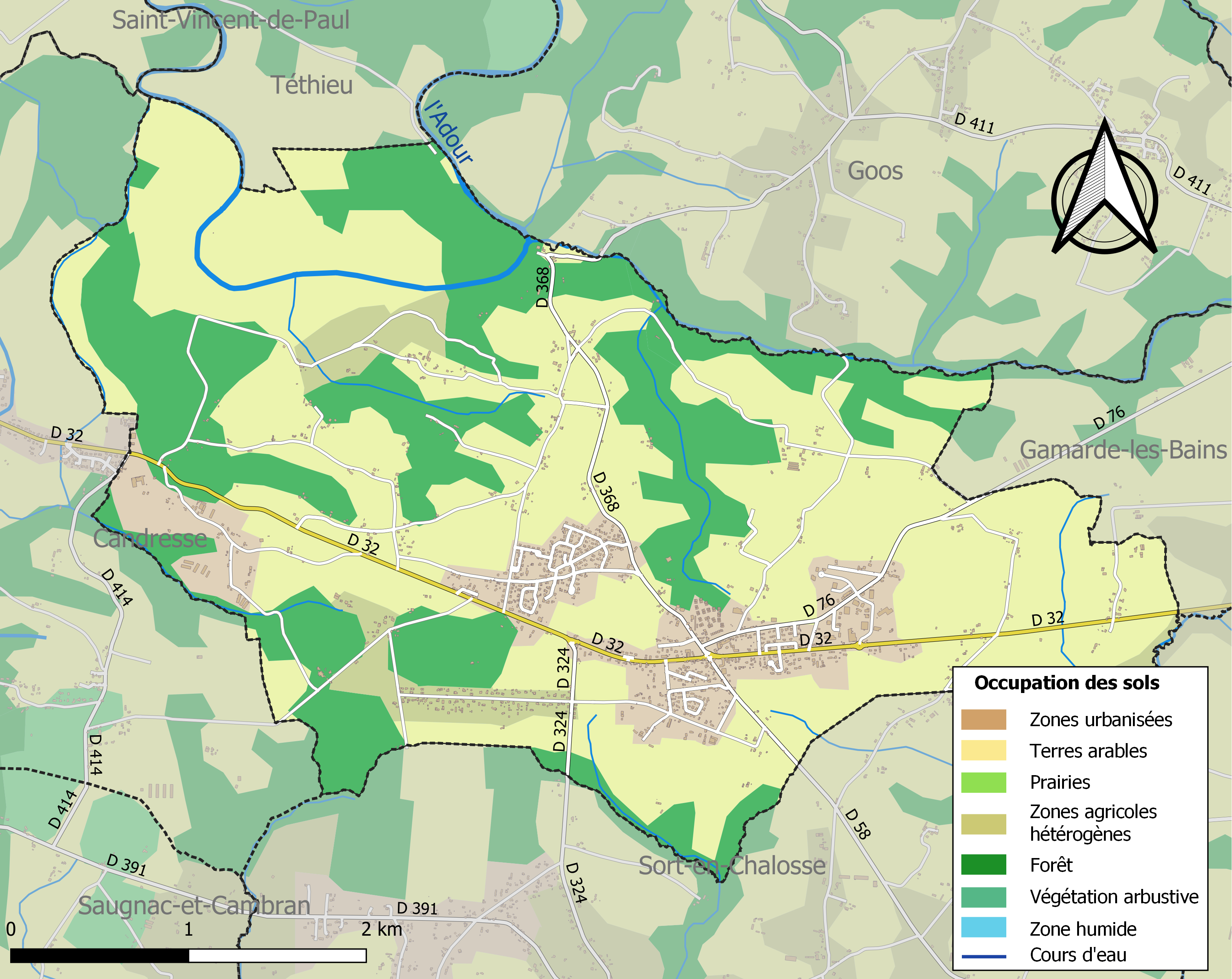
Carte des infrastructures et de l'occupation des sols de la commune en 2018 (CLC).

L'occupation des sols de la commune, telle qu'elle ressort de la base de données européenne d’occupation biophysique des sols Corine Land Cover (CLC), est marquée par l'importance des territoires agricoles (60,4 % en 2018), en diminution par rapport à 1990 (66 %). La répartition détaillée en 2018 est la suivante : terres arables (56,1 %), forêts (28,3 %), zones urbanisées (11,2 %), zones agricoles hétérogènes (4,3 %). L'évolution de l’occupation des sols de la commune et de ses infrastructures peut être observée sur les différentes représentations cartographiques du territoire : la carte de Cassini (XVIIIe siècle), la carte d'état-major (1820-1866) et les cartes ou photos aériennes de l'IGN pour la période actuelle (1950 à aujourd'hui).

### Risques majeurs
Le territoire de la commune d'Hinx est vulnérable à différents aléas naturels : météorologiques (tempête, orage, neige, grand froid, canicule ou sécheresse), inondations, mouvements de terrains et séisme (sismicité faible). Un site publié par le BRGM permet d'évaluer simplement et rapidement les risques d'un bien localisé soit par son adresse soit par le numéro de sa parcelle.
Certaines parties du territoire communal sont susceptibles d’être affectées par le risque d’inondation par débordement de cours d'eau, notamment l'Adour. La commune a été reconnue en état de catastrophe naturelle au titre des dommages causés par les inondations et coulées de boue survenues en 1999, 2009 et 2014,.
Les mouvements de terrains susceptibles de se produire sur la commune sont des tassements différentiels.

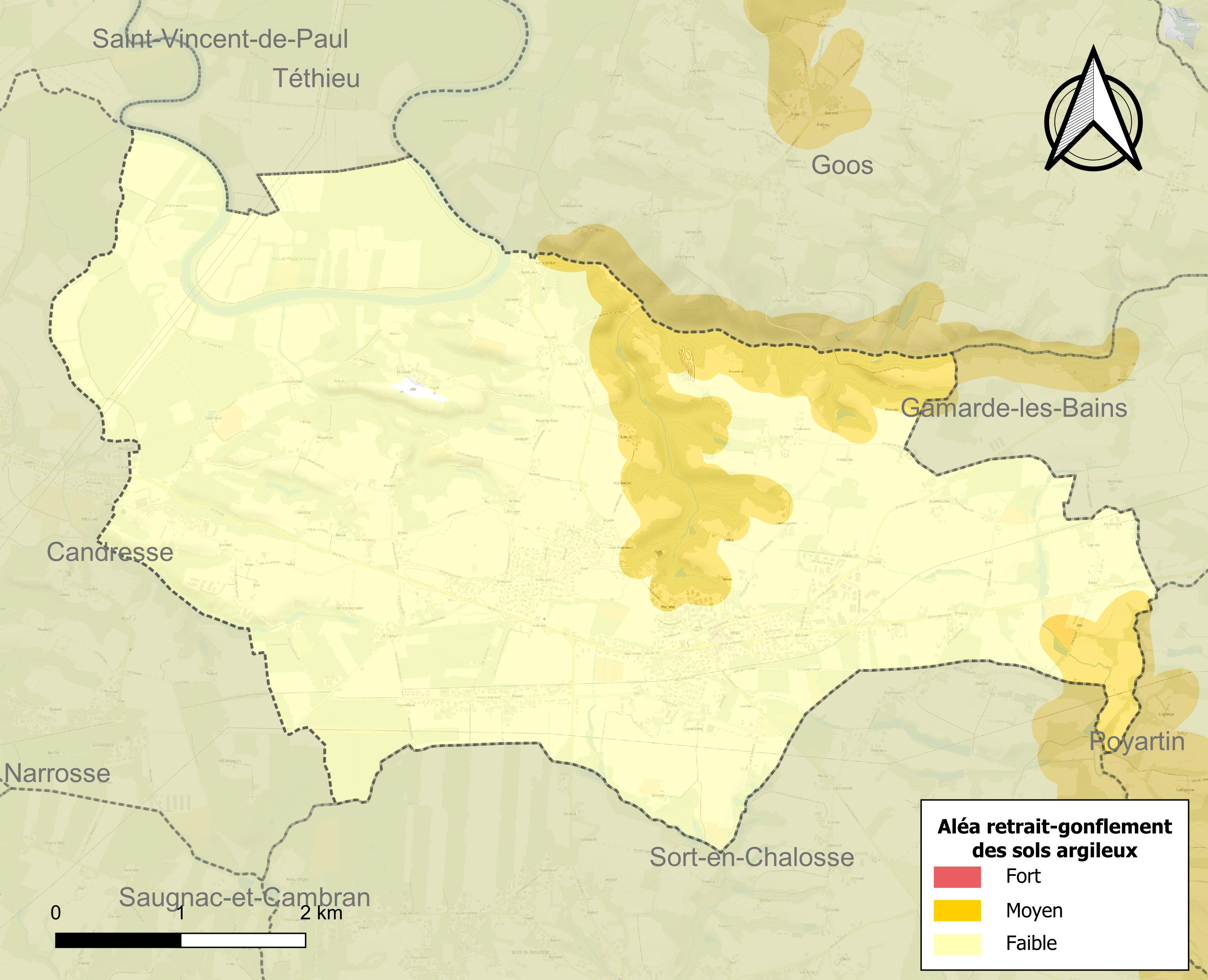
Carte des zones d'aléa retrait-gonflement des sols argileux d'Hinx.

Le retrait-gonflement des sols argileux est susceptible d'engendrer des dommages importants aux bâtiments en cas d’alternance de périodes de sécheresse et de pluie. 13,1 % de la superficie communale est en aléa moyen ou fort (19,2 % au niveau départemental et 48,5 % au niveau national). Sur les 841 bâtiments dénombrés sur la commune en 2019,  25 sont en aléa moyen ou fort, soit 3 %, à comparer aux 17 % au niveau départemental et 54 % au niveau national. Une cartographie de l'exposition du territoire national au retrait gonflement des sols argileux est disponible sur le site du BRGM,.
Concernant les mouvements de terrains, la commune a été reconnue en état de catastrophe naturelle au titre des dommages causés par des mouvements de terrain en 1999 et par des éboulements et/ou chutes de blocs en 1997.

## Toponymie
D'après Albert Dauzat et Charles Rostaing, ce toponyme provient du latin finis (limite) appliqué à des localités situées à la limite de deux civitates Gauloises ; comme Fains ou Hiis.

## Politique et administration
| Période                                  | Période  | Identité     | Étiquette | Qualité               |
| ---------------------------------------- | -------- | ------------ | --------- | --------------------- |
| Les données manquantes sont à compléter. |          |              |           |                       |
| 1995                                     | 2020     | Yves Bats    | UMP-LR    | Retraité de la banque |
| 2020                                     | En cours | Hélène Tomas |           |                       |

## Démographie
| 1793 | 1800 | 1806 | 1821 | 1831 | 1836 | 1841 | 1846 | 1851 |
| ---- | ---- | ---- | ---- | ---- | ---- | ---- | ---- | ---- |
| 625  | 629  | 656  | 741  | 803  | 750  | 776  | 836  | 888  |

| 1856 | 1861 | 1866 | 1872 | 1876 | 1881 | 1886 | 1891 | 1896 |
| ---- | ---- | ---- | ---- | ---- | ---- | ---- | ---- | ---- |
| 968  | 931  | 934  | 867  | 885  | 971  | 965  | 934  | 909  |

| 1901 | 1906 | 1911 | 1921 | 1926 | 1931 | 1936 | 1946 | 1954 |
| ---- | ---- | ---- | ---- | ---- | ---- | ---- | ---- | ---- |
| 912  | 954  | 942  | 864  | 825  | 797  | 776  | 770  | 780  |

| 1962 | 1968 | 1975 | 1982 | 1990  | 1999  | 2004  | 2006  | 2009  |
| ---- | ---- | ---- | ---- | ----- | ----- | ----- | ----- | ----- |
| 751  | 756  | 824  | 994  | 1 117 | 1 145 | 1 193 | 1 202 | 1 712 |

| 2014  | 2019  | 2022  | - | - | - | - | - | - |
| ----- | ----- | ----- | - | - | - | - | - | - |
| 1 874 | 1 875 | 1 909 | - | - | - | - | - | - |

## Économie
Hinx avait son port sur l'Adour. Ce port a connu une très grande activité : les gabarres et les galupes amenaient les récoltes vers Dax et Saint-Sever et débarquaient les 'épices'. Avant la Révolution française, ce port, ainsi que ses diverses activités (bac qui passait d'une rive à l'autre, commerce, nasse de pêche) était la propriété des seigneurs de Hinx. Il y avait aussi deux moulins à cheval sur le ruisseau du Mouliot, dont le plus important comportait trois meules.

## Culture locale et patrimoine

### Lieux et monuments
- Le château de Castéra, datant de l'époque de Louis XIV, était la propriété du baron de Hinx, Dominique de Lalande. Il a été aujourd'hui racheté et restauré.

### Personnalités liées à la commune
- Georges Monet (1751-1802), général des armées de la République, né à Pomarez (Landes) et décédé dans la commune.
- Paule Dutour (morte en 1928), dite "Madame de Gardilanne, noble châtelaine de Hinx" épouse de Alfred de Gardilanne (1867-1942), maire de Hinx. Elle offrit, à la suite d'un « vœu », les peintures de l'église de Goos, en 1905 (restaurées en 2013). La même année elle quitte son mari pour l'acteur Charles Le Bargy (1858-1936) et le monde du théâtre. Elle signe, sous le pseudonyme de "Jean de Hinx", plusieurs pièces, parmi lesquelles "Le dernier rêve du duc d'Enghien" (Bouffes-Parisiens, 1905), "La Marciliana" (1907) ou encore "L'Eau Trouble" (Théâtre du Parc à Bruxelles, 1907, en collaboration avec Edmond Guiraud, écrite spécialement pour la chanteuse Yvette Guilbert, pour son retour au théâtre)
- Emmanuel Baradat né le 24 décembre 1920 à Hinx. Joueur de rugby à XV. Capitaine du Stade montois lors des deux finales du championnat de France de rugby à XV en 1949. Demi d'ouverture (1,65 m - 65 kg).
- André Soussotte, résistant français né à Hinx et mort pour la France à l'âge de 21 ans.